# 戈卢巴茨

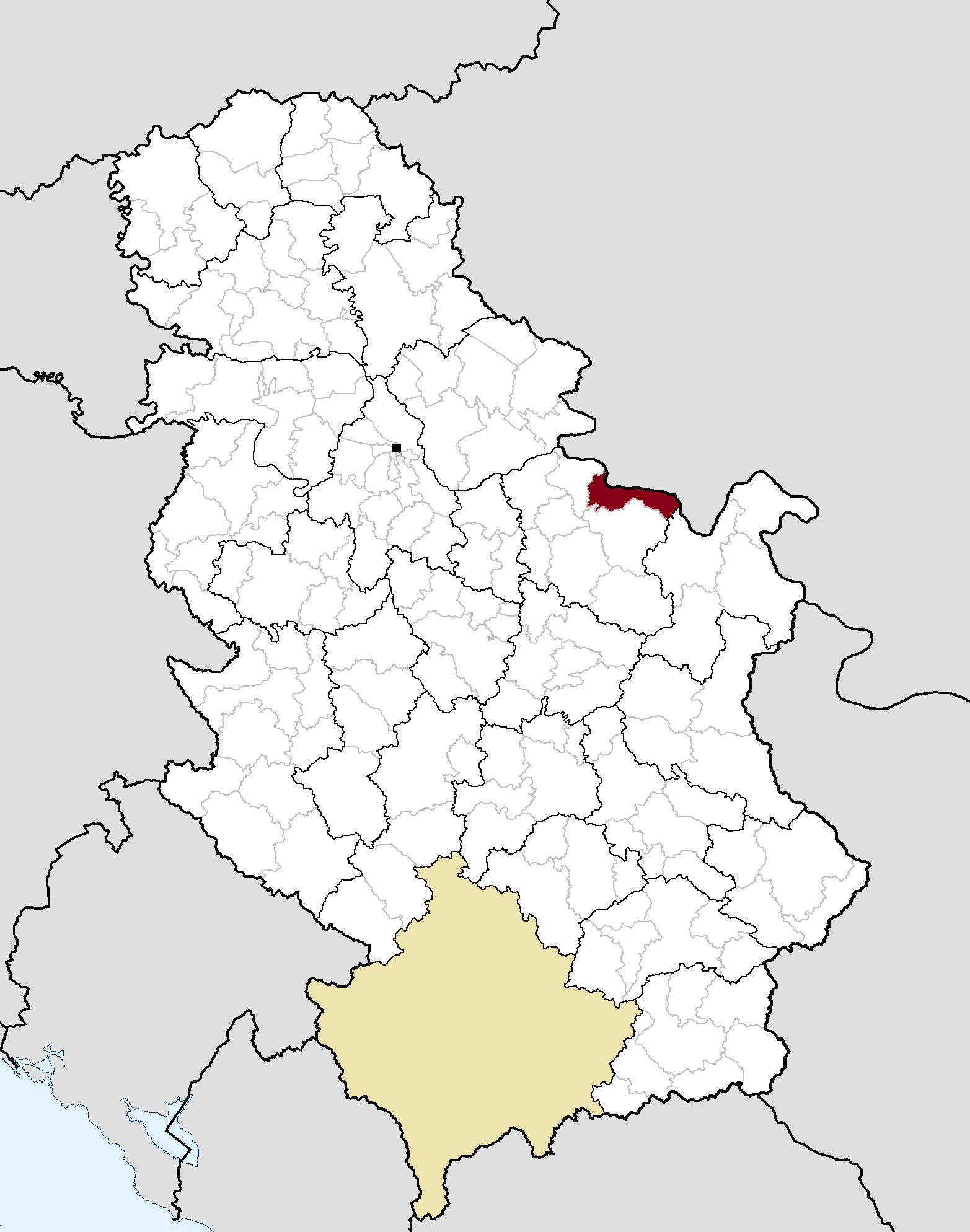

戈卢巴茨（發音：[ɡǒlubats]）是塞爾維亞東北部的一座小城，位於多瑙河的右岸，東側是羅馬尼亞。戈卢巴茨有人口1,655人，整個行政區有人口8,161人。戈卢巴茨的歷史可以追溯至羅馬時代。由於附近有眾多考古遺址，戈卢巴茨是一個頗受歡迎的旅遊景點。